# Jamesia multivittata
Jamesia multivittata är en skalbaggsart som beskrevs av Bates 1869. Jamesia multivittata ingår i släktet Jamesia och familjen långhorningar.
Artens utbredningsområde är:
- Costa Rica.
- Nicaragua.
- Panama.

Inga underarter finns listade i Catalogue of Life.